# 111 Huntington Avenue
111 Huntington Avenue ist ein 2002 fertiggestellter Wolkenkratzer in der Stadt Boston im Bundesstaat Massachusetts der Vereinigten Staaten. Das Hochhaus gehört ebenso wie der größere Prudential Tower zum Prudential Center-Komplex und erhielt den Emporis Skyscraper Award 2002 in Bronze. 111 Huntington Avenue gehört mit 169 Metern Höhe zu den höchsten Bürotürmen Bostons.
Es ist Hauptsitz der MFS Investment Management. Weitere Mieter sind die BTMU Capital Corporation, Anwaltskanzleien und Beratungsfirmen.

## Design und Daten

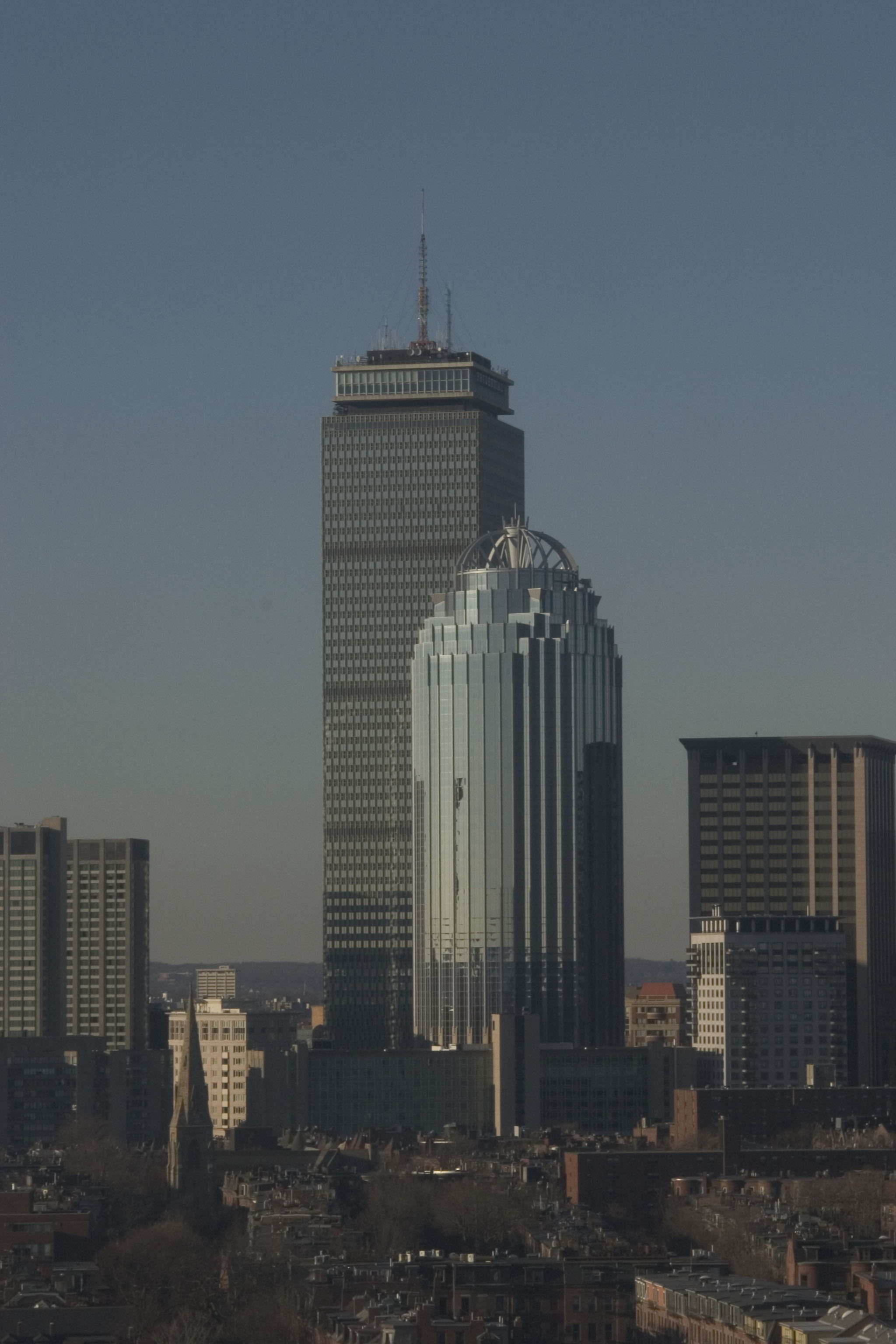
111 Huntington Avenue vom Stadtteil South End aus gesehen, im Hintergrund der Prudential Tower

Das Dach des Gebäudes besteht aus einem offenen Rahmen, der als stilisierte Krone geformt ist und in der Nacht beleuchtet wird. Der ursprüngliche Entwurf sah ein Flachdach vor, was jedoch von Bürgermeister Thomas Menino abgelehnt wurde. Aufgrund der Ähnlichkeit der Form zum Androiden R2-D2 aus Star Wars wird das Gebäude auch gelegentlich R2-D2 Building genannt.
Das Gebäude befindet sich im Stadtteil Back Bay auf einer 23 Acres (93.078 m²) großen Fläche und bietet insgesamt 240.000 m² für Büroflächen sowie 58.000 m² für Einzelhändler. Die Tiefgarage ist mit 3.660 Stellplätzen nach Angaben der Eigentümerin die größte in ganz Neuengland.
Gemeinsam mit dem Prudential Tower und 101 Huntington Avenue bildet es den Prudential Center complex.